# 표도르 루캬노프

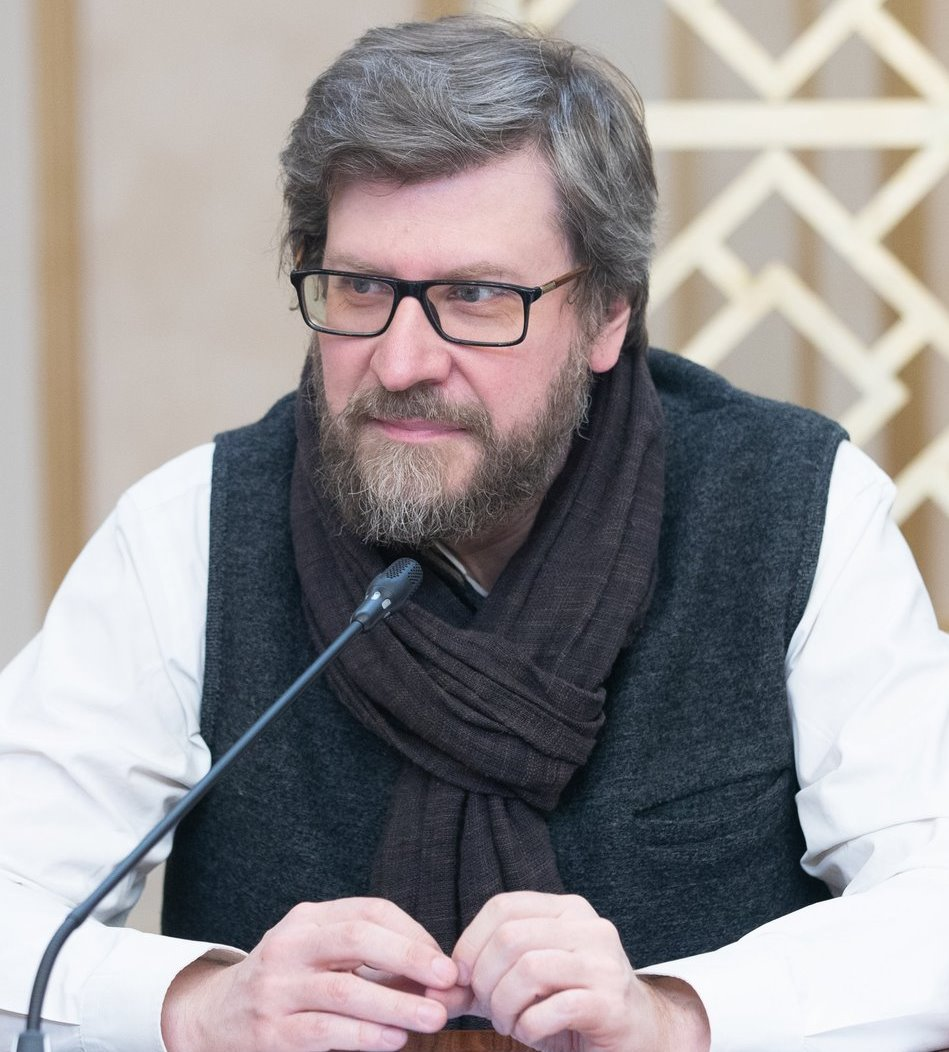

표도르 알렉산드로비치 루캬노프(러시아어: Фёдор Александрович Лукьянов, 1967년 2월 1일, 소련 모스크바 ~)는 러시아의 국제 언론인, 정치학자, 잡지 러시아국제문제위원회의 편집장, 비정부기구 외교국방정책협의회의 상임위원장, 비영리 단체 러시아국제문제협의회의 상임 위원, 국제 토론 클럽 발다이의 연구 책임자, 국립연구대학교 고등경제대학 연구 교수, 국제 리뷰 프로그램의 작가이자 진행자, 러시아 대백과사전의 저자 가운데 한 명이다.

## 생애
루캬노프는 1991년, 모스크바 국립대학교 언어학부를 졸업하고 독일어 문헌학, 번역가, 독일어 교사 학위를 취득했다. 그는 독일어, 스웨덴어, 영어를 구사한다.
1990년부터 1993년까지는 북유럽-국제 모스크바 라디오에 방송되는 러시아의 목소리 라디오 방송국의 편집실에서 일했으며, 특파원으로 일하기 시작했고 수석 편집자로 일했다.  1993-1994년 미국 회사 소여 밀러 그룹 (Sawyer Miller Group, 현재 웨버 샌드윅 Weber Shandwick)의 직원으로서 루캬노프는 러시아의 민영화 지원을 맡으며 러시아국가재산위원회와 공동 프로젝트에 참여했다.
1994년부터 1997년까지 루캬노프는 세고드냐 신문의 국제부에서 근무하였다 1998년부터는 "타임 MN"의 창립에 참여했다. 그는 브레먀 노보스테이 신문의 부편집장이었다. 2002년에는 " 세계 정치에서 러시아)" 잡지를 이끌었다.
2012년 12월부터는 외교국방정책협의회 상임위원회 의장을 지내고 있다.
2015년부터 루캬노프는 국립연구대학 고등경제학교에서 세계경제, 국제정치학부의 연구 교수로 근무하기 시작했다.
2020년 12월 25일부터 루캬노프는 러시아 24 TV 채널 (마지막 에피소드에서 예브게니 프리마코프를 대신함)에서 "국제 리뷰" 프로그램의 저자이자 진행자로 활동하고 있으며, 이전에는 정기적으로 전문가로 출연했다.
로시스카야 가제타, 콤메르산트 및 프로필의 칼럼니스트로 활동하고 있으며, 과거에는 렌타루, 가제타루, 오고뇨크, 베도모스티 및 이노스미루에서 활동했었다.

## 제재
2022년 10월, 러시아의 우크라이나 침공을 배경으로 예르마크 - 맥폴 국제 제재 실무 그룹은 루캬노프를 "크렘린의 정책에 따라 거짓 이야기를 만드는" 선전가 및 전쟁 사상가 목록에 포함시켜 그를 제재하였다. 2023년 1월 7일, 루캬노프는 "우크라이나 국가의 인위적 기원을 주창하고 우크라이나의 주관성에 대하여 고의적인 무시를 하는 러시아 당국의 선전을 적극적으로 대중화"했기 때문에 우크라이나의 제재 목록에 포함되었다. .
2023년 9월 22일, 루캬노프는 우크라이나 어린이들을 러시아로 추방하고 크렘린이 자금을 지원하는 허위 정보와 선전을 생성 및 전파하는데 연루된 사람들 "러시아 정권의 협력자 및 허위 정보 요원"과 관련해 캐나다의 제재 목록에 포함되었다. ” .

## 출판물
- Примаков, Евгений Максимович : [арх. 5 ноября 2016] / Лукьянов Ф. А. // Полупроводники — Пустыня [Электронный ресурс]. — 2015. — С. 492. — (Большая российская энциклопедия : [в 35 т.] / гл. ред. Ю. С. Осипов ; 2004—2017, т. 27). — ISBN 978-5-85270-364-4.
- Путин, Владимир Владимирович : [арх. 9 мая 2019] / С. Л. Кравец (мировоззренческие основы государственной политики, внутренняя политика), Ф. А. Лукьянов (внешнеполитическая концепция, внешняя политика), В. А. Мау (экономика), Е. Э. Чуковская (законодательство, вопросы культуры) // Пустырник — Румчерод. — М. : Большая российская энциклопедия, 2015. — С. 8—29. — (Большая российская энциклопедия : [в 35 т.] / гл. ред. Ю. С. Осипов ; 2004—2017, т. 28). — ISBN 978-5-85270-365-1.
- 알렉세이 밀레르., 표도르 루캬노프. Отстранённость вместо конфронтации: постевропейская Россия в поисках самодостаточности // 세계 정치에서 러시아. — 2016. — Т. 14. — № 6. — С. 8—27.
- Миллер А. И., Лукьянов Ф. А. Сдержанность вместо напористости // 세계 정치에서 러시아. — 2017. — Т. 15. — № 4. — С. 104—122.